# Final da Copa do Brasil de Futebol de 1997
A final da Copa do Brasil de Futebol de 1997 foi decidida por Clube de Regatas do Flamengo e Grêmio Foot-Ball Porto Alegrense em duas partidas. Ambos confrontos terminaram empatados: 0 a 0 no Olímpico e 2 a 2 no Maracanã. Como marcou gols fora de casa, o time gaúcho faturava pela terceira vez o torneio.

## Finais

### Ida
| 20 de Maio de 1997                                  | Grêmio | 0 – 0 | Flamengo | Olímpico, Porto Alegre                                        |
| 21:40 (UTC-3), Fox Sports Brasil, ESPN Brasil e SBT |        |       |          | Público: 44,951 Árbitro: Francisco Dacildo Mourão Albuquerque |

| Grêmio | Flamengo |

| G                  | 1  | Danrlei               |                               |     |
| LD                 | 2  | Arce                  |                               |     |
| Z                  | 3  | Rivarola              |                               |     |
| Z                  | 4  | Mauro Galvão          |                               |     |
| LE                 | 6  | Roger                 |                               |     |
| V                  | 5  | Dinho                 | 35'                           |     |
| V                  | 8  | João Antônio          |                               |     |
| M                  | 10 | Emerson               | Penalizado com cartão amarelo | 45' |
| A                  | 11 | Carlos Miguel ☆       | Penalizado com cartão amarelo |     |
| A                  | 9  | Dauri                 |                               | 33' |
| A                  | 7  | Paulo Nunes           |                               |     |
| Substituições:     |    |                       |                               |     |
| A                  | 17 | Rodrigo Gral          |                               | 33' |
| LD                 | 13 | Marco Antônio Ribeiro |                               | 45' |
| Treinador:         |    |                       |                               |     |
| Evaristo de Macedo |    |                       |                               |     |
| Reservas:          |    |                       |                               |     |
| G                  | 12 | Murilo                |                               |     |
| Z                  | 14 | Luciano               |                               |     |
| V                  | 15 | Djair                 |                               |     |
| LE                 | 16 | André Silva           |                               |     |
| A                  | 18 | Marcos Paulo          |                               |     |

| G               | 1  | Zé Carlos     |                               |     |
| LD              | 2  | Fábio Baiano  | Penalizado com cartão amarelo |     |
| Z               | 3  | Júnior Baiano | Penalizado com cartão amarelo |     |
| Z               | 4  | Fabiano       |                               |     |
| LE              | 6  | Athirson      | Penalizado com cartão amarelo |     |
| V               | 5  | Jamir         | Penalizado com cartão amarelo |     |
| V               | 8  | Maurinho      |                               | 45' |
| M               | 7  | Nélio         |                               |     |
| M               | 9  | Evandro       |                               |     |
| A               | 11 | Romário       |                               |     |
| A               | 10 | Sávio         |                               | 47' |
| Substituições:  |    |               |                               |     |
| LD              | 13 | Leandro       |                               | 45' |
| M               | 16 | Lúcio         |                               | 47' |
| Treinador:      |    |               |                               |     |
| Sebastião Rocha |    |               |                               |     |

### Volta
| 22 de Maio de 1997 | Flamengo                | 2 – 2 | Grêmio                              | Estádio do Maracanã Rio de Janeiro                |
| 21:40 (UTC-3)      | Lúcio 30' · Romário 41' |       | João Antônio 6' · Carlos Miguel 84' | Público: 95,125 Árbitro: Wilson de Souza Mendonça |

| Flamengo | Grêmio |

| G               | 1  | Zé Carlos    |     |     |
| LD              | 2  | Fábio Baiano | 65' |     |
| Z               | 3  | Luiz Alberto |     |     |
| Z               | 4  | Fabiano      |     |     |
| LE              | 6  | Athirson     |     |     |
| V               | 5  | Jamir        |     |     |
| V               | 8  | Maurinho     |     |     |
| M               | 7  | Nélio        | 70' | 82' |
| M               | 9  | Evandro      |     |     |
| A               | 11 | Romário      |     |     |
| A               | 10 | Sávio        |     | 27' |
| Substituições:  |    |              |     |     |
| M               | 16 | Lúcio        |     | 27' |
| V               | 15 | Iranildo     |     | 82' |
| Treinador:      |    |              |     |     |
| Sebastião Rocha |    |              |     |     |

| G                  | 1  | Danrlei               |     |     |
| LD                 | 2  | Arce                  |     |     |
| Z                  | 3  | Rivarola              |     | 15' |
| Z                  | 4  | Mauro Galvão          | 37' |     |
| LE                 | 6  | Roger                 |     |     |
| V                  | 5  | Otacílio              | 54' |     |
| V                  | 8  | João Antônio          |     |     |
| M                  | 10 | Emerson               |     |     |
| A                  | 11 | Carlos Miguel         |     |     |
| A                  | 9  | Rodrigo Gral          | 16' | 69' |
| A                  | 7  | Paulo Nunes           |     | 82' |
| Substituições:     |    |                       |     |     |
| D                  | 14 | Luciano               |     | 15' |
| M                  | 17 | Marcos Paulo          |     | 69' |
| M                  | 16 | Djair                 |     | 82' |
| Reservas:          |    |                       |     |     |
| G                  | 12 | Murilo                |     |     |
| LD                 | 13 | Marco Antônio Ribeiro |     |     |
| LE                 | 15 | André Silva           |     |     |
| A                  | 18 | Paulo Henrique        |     |     |
| Treinador:         |    |                       |     |     |
| Evaristo de Macedo |    |                       |     |     |

## Premiação
| Copa do Brasil 1997        |
| -------------------------- |
| GRÊMIO Campeão (3º título) |